# 不二家東北
株式会社不二家東北（ふじやとうほく、FUJIYA-TOHOKU.,LTD）は、東北地方（山形県・宮城県・秋田県・岩手県・青森県）における、不二家洋菓子店のサブフランチャイザーである。

## 概要
1975年4月に山形交通（現：ヤマコー）グループと不二家の合弁企業として、株式会社山交フッドサービス（やまこうフッドサービス）を設立。その後、株式会社ユトリア不二家（ユトリアふじや）に商号変更したが、ヤマコーグループとの提携を解消し、不二家の完全子会社となったことで、2013年4月1日に現在の社名に変更した。
山形市に本社および工場を置き、福島県を除く東北5県の店舗33店を管轄し、不二家洋菓子の製造販売・卸し、キャンディー、チョコレート、アイスクリーム等の販売を行う。
しかし2024年6月18日、山形工場を閉鎖したことが明らかになった。
理由は稼働率の低迷。
山形工場の従業員は69人で、今後の大規模な雇用調整が発生するのは避けられない見通し。
出典は2024年6月21日発行の山形コミュニティ新聞【号外速報】にて。